# محمد بن راشد الفقيه
محمد بن راشد بن محمد الفقيه، جرّاح سعودي، وأول جراح غير أمريكي يحظى بدرجة بروفيسور من جامعة هارفارد الأمريكية، جاء ذلك في الخطاب الذي بعث الدكتور أنتوني كالدين، مدير عام البرامج الدولية، ومساعد رئيس قسم الطب بجامعة هارفارد لمركز الأمير سلطان للقلب، أوضح فيه أن الدكتور الفقيه: «هو أول جراح غير أمريكي يحظى بهذه الدرجة من جامعة هارفارد». وهو بروفسور فخري في جامعة الملك سعود وعضو مجلس إدارة لمدينة الملك فهد الطبية وله عدة مناصب أخرى.
وهو رائد جراحة قلب الأطفال عربيًا، وبدأ قبل غيره منذ عام 1982م، وهو جراح القلب الذي أجرى أكثر من 6000 جراحة قلب (العملية الأخطر)، وعمليات زراعة قلب ناجحة، وهو رئيس هيئة تحرير مجلتي جراحة قلب الأطفال في إيطاليا وأمريكا بترشيح منهم لتميزه، وهو عالميًا من طور عملية إيقاف الدورة الدموية لدى الأطفال بالتثليج.
كما أسس مركز الأمير سلطان للأمراض و جراحة القلب الذي يعد أكبر مركز لجراحة القلب في الشرق الأوسط.

## المؤهلات العلمية
- مدرسة النجاة الأهلية بمدينة الزبير.[2]
- بكالوريس الطب والجراحة بغداد 1971م.
- زمالة الكلية الملكية للجراحين، إنجلترا 1977م.
- زمالة الكلية الملكية للجراحين، أدنبره 1977م.
- زمالة الكلية الملكية للجراحين، جلاسكو، 1977م.
- تدريب الدراسات العليا الجراحة العامة.
- جراحة القلب: المملكة المتحدة: أدنبره، ليفربول، برمتون، لندن.
- جراحة القلب: الولايات المتحدة: لومايندا، كاليفورنيا.

## أعماله
أجرى محمد الفقيه أكثر من 4000 عملية ناجحة حتى عام 1995م، وذلك منذ افتتاح قسم القلب بالمستشفى العسكري عام 1979م، وقد شارك في العديد من البحوث العلمية والمحاضرات والنشرات في المؤتمرات العالمية والعربية والمحلية. وهو عضو في كل من: المجلس الاستشاري المجلة الكويتية الطبية منذ عام 1986م، ومجلس امتحان الجمعية الملكية للجراحين بأدنبره منذ عام 1987م. وهو أمين عام الجمعية العربية للقلب منذ عام 1988م. كما ترأس قسم القلب بمستشفى القوات المسلحة بين عامي 1979 و1992، وكان رئيس الفريق الطبي في مستشفى القوات المسلحة في الرياض بين عامي 1980 و1992، ورئيس الأطباء في مركز الأمير سلطان للأمراض و جراحة القلب منذ عام 1992م، إضافة إلى رئاسته قسم جراحة القلب في مركز الأمير سلطان للأمراض و جراحة القلب منذ عام 1992م. 

## مناصبه الأخرى
- المدير الطبي لبرنامج العلاج التنفسي في مجمع الرياض التابع لجامعة لوماليندا في الولايات المتحدة الأمريكية
- عضو مجلس الممتحنين في كلية الجراحين الملكية بإدنبرة-بريطانيا (عام 1987)
- سكرتير عام جمعية القلب العربية (1988 حتى 1995)
- أستاذ مساعد لعلوم القلب في جامعة لوماليندا في كاليفورنيا، الولايات المتحدة الأمريكية (منذ 1990م)
- أستاذ زائر في جامعة هارفارد (مستشفى تيكونس، بوستن) (1995)
- نائبًا لرئيس الجمعية العالمية لجراحة القلب والصدر (1997 حتى 1999)
- رئيس مجلس إدارة جامعة المملكة بالبحرين (2001م)
- عضو مجلس إدارة في شركة التقنية المتقدمة في الرياض (منذ 2001م)
- عضو مجلس شركة أوميغا للخدمات الحرجة في المملكة المتحدة (منذ 2002م)
- رئيس مجلس إدارة مستشفى الأسرة في الرياض (2002)
- عضو مجلس إدارة مستشفى الملك فيصل التخصصي ومركز الأبحاث في الرياض (منذ 2008م)
- رئيس مجلس الإدارة في مؤسسة أوميغا الصحية في مونتريال، كندا (منذ 2009م)

## أوسمة وتكريمات
- وسام الاستحقاق، الدرجة الأولى من خادم الحرمين الشريفين الملك فهد 1986.
- وسام الملك عبد العزيز من الدرجة الرابعة من خادم الحرمين الشريفين الملك فهد 1988.
- وسام رؤساء دول مجلس التعاون الخليجي للعلوم والطب 1989م.
- أستاذ زائر بجامعة هارفرد مستشفى ديكونس بوسطن أمريكا عام 1994م
- أستاذ غير مقيم جامعة لومالندا - كاليفورنيا - أمريكا منذ عام 1989م.[3]

## وصلات خارجية
- محمد الفقيه.. الجراح الإنسان.